# 2019年山形県議会議員選挙
2019年山形県議会議員選挙（2019ねんやまがたけんぎかいぎいんせんきょ）は、2019年（平成31年）4月7日に投票が行われた山形県議会の議員を改選するための一般選挙である。

## 概要
県議会議員の4年の任期満了に伴う選挙であり第19回統一地方選挙の一環として行われた。なお、山形県議会議員選挙は1947年（昭和22年）4月に実施された第1回の選挙からいずれも統一地方選挙の日程で実施されている。
2019年3月29日に告示され、定数43に対し54人が立候補。無投票当選が決まった選挙区は9つだった。

## 選挙データ
- 告示日:2019年3月29日
- 投開票日:2019年4月7日
- 定員:43名
- 選挙区:17選挙区（うち9選挙区で無投票）
- 立候補者:54名（うち17名が無投票当選）

自由民主党:31名
公明党:1名
日本共産党:4名
立憲民主党:2名
国民民主党:1名
社会民主党:1名
無所属:14名

## 当選者
自民党 
 公明党 
 立憲民主党 
 共産党 
 国民民主党 
 社民党 
 無所属 
| 山形市             | 大内理加   | 遠藤和典   | 吉村和武   |
| 山形市             | 菊池文昭   | 高橋啓介   | 金澤忠一   |
| 山形市             | 原田和広   | 奥山誠治   | 渡辺ゆり子 |
| 米沢市             | 相田光照   | 木村忠三   | 渋間佳寿美 |
| 鶴岡市             | 佐藤聡     | 志田英紀   | 高橋淳     |
| 鶴岡市             | 今野美奈子 | 関徹       |            |
| 酒田市・飽海郡     | 阿部ひとみ | 石黒覚     | 梶原宗明   |
| 酒田市・飽海郡     | 森田廣     | 星川純一   |            |
| 新庄市             | 山科朝則   | 坂本貴美雄 |            |
| 寒河江市・西村山郡 | 小野幸作   | 松田敏男   | 楳津博士   |
| 上山市             | 遠藤寛明   |            |            |
| 村山市             | 菊池大二郎 |            |            |
| 長井市・西置賜郡   | 青木彰栄   | 五十嵐智洋 |            |
| 天童市             | 森谷仙一郎 | 矢吹栄修   |            |
| 東根市             | 野川政文   | 青柳安展   |            |
| 尾花沢市・北村山郡 | 加賀正和   |            |            |
| 南陽市             | 柴田正人   |            |            |
| 東村山郡           | 鈴木孝     |            |            |
| 最上郡             | 伊藤重成   | 小松伸也   |            |
| 東置賜郡           | 舩山現人   | 島津良平   |            |
| 東田川郡           | 田澤伸一   |            |            |

### 補欠選挙
| 年     | 月  | 選挙区 | 当選者   | 当選政党 | 欠員     | 欠員政党 | 欠員事由       |
| ------ | --- | ------ | -------- | -------- | -------- | -------- | -------------- |
| 2021年 | 1月 | 山形市 | 梅津庸成 | 無所属   | 大内理加 | 自民党   | 県知事選挙出馬 |